# Monosalpinx
Monosalpinx  es un género de plantas con flores perteneciente a la familia de las rubiáceas. Incluye una sola especie: Monosalpinx guillaumetii N.Hallé (1968).
Es nativo del oeste tropical de África.